# Salto Yucumã
De Salto Yucumã (Spaans: Saltos del Moconá) is een waterval in de Uruguay-rivier.
Het water valt slechts ongeveer 15 m diep maar wel over een breedte van 1800 meter. Hiermee is het de breedste waterval ter wereld. Ze is gelegen op de grens tussen Brazilië en Argentinië in het natuurreservaat Parque Estadual do Turvo, op ongeveer 20 km van de stad Derrubadas.